# École nationale supérieure de mécanique et des microtechniques
De École nationale supérieure de mécanique et des microtechniques, ook wel ENSMM, is een in 1902 opgerichte grande école (technische universiteit) in Besançon.
De school is gespecialiseerd in uurwerken en microtechnologie.

## Campus
De campus ligt in het Université Bourgogne - Franche-Comté van Besançon.

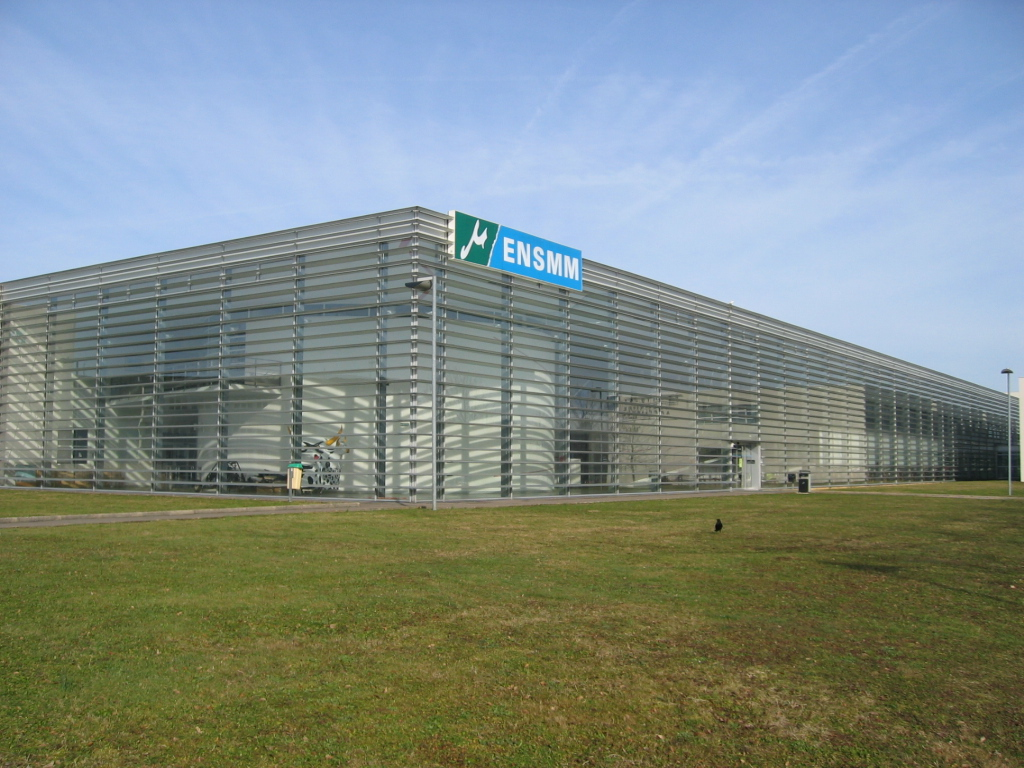

## Diploma
Mensen met een diploma van de École nationale supérieure de mécanique et des microtechniques worden bijvoorbeeld technisch manager of onderzoeker in een werkbouwkundige omgeving.
Diploma's die te behalen zijn:
- Ingenieursdiploma Master: 'Ingénieur ENSMM' (300 ECTS)
- Doctoraatsscholen

## Onderzoekslaboratoria
- Automatische en micro-mechatronische systemen
- Time-frequentie
- Toegepaste mechanica
- Micro-nanowetenschappen en systemen